# Mount Hotham Airport
Mount Hotham Airport är en flygplats i Australien. Den ligger i kommunen Alpine och delstaten Victoria, omkring 230 kilometer öster om delstatshuvudstaden Melbourne. Mount Hotham Airport ligger 1 294 meter över havet.
Runt Mount Hotham Airport är det mycket glesbefolkat, med 4 invånare per kvadratkilometer.. 
I omgivningarna runt Mount Hotham Airport växer i huvudsak städsegrön lövskog. Genomsnittlig årsnederbörd är 1 070 millimeter. Den regnigaste månaden är juni, med i genomsnitt 148 mm nederbörd, och den torraste är januari, med 45 mm nederbörd.